# Trilabiatus acuminatus
Trilabiatus acuminatus är en rundmaskart. Trilabiatus acuminatus ingår i släktet Trilabiatus och familjen Panagrolaimidae. Inga underarter finns listade i Catalogue of Life.